# Czyżykowa Góra
Czyżykowa Góra (również Czyżyk, niem. Zeisigberg) – wzgórze w polskiej części Gór Opawskich, w Sudetach Wschodnich, o wysokości 263 m n.p.m. Położone na terenie miasta Prudnik.

## Geografia
Wzniesienie znajduje się w południowej części miasta, obejmuje rozległy teren między ul. Wiejską a rzeką Prudnik. Wzniesienie jest pokryte kompleksem ogródków działkowych.

## Historia
W 1788 roku u podnóża Czyżykowej Góry został zbudowany młyn zbożowy wraz z zajazdem, zwany Młynem Czyżyka. W czasach niemieckich wzniesienie było nazywane Zeisigberg – widok od strony miasta na wyniosłość terenu sprawił, że mieszkańcy nazwali je „górą”. Jest to jedna z najstarszych nazw miejscowych Prudnika, wzmiankowana już w XV wieku. W monitorze rządowym z 1954 występuje polska nazwa Czyżyk.

## Turystyka
Przez Czyżykową Górę przebiega  Ścieżka spacerowa „Od Jana Pawła II do Stefana Wyszyńskiego” spod kościoła Miłosierdzia Bożego do sanktuarium św. Józefa. W kwietniu 2015 w ramach ścieżki w najwyższym punkcie alei w kompleksie ogrodów działkowych na Czyżykowej Górze została postawiona drewniana platforma widokowa, z której rozpościera się widok na Prudnik.